# Barbara Thöny
Barbara Thöny (* 17. Dezember 1975 in Saalfelden am Steinernen Meer) ist eine österreichische Politikerin der Sozialdemokratischen Partei Österreichs (SPÖ). Seit Juni 2018 ist sie Abgeordnete zum Salzburger Landtag.

## Leben

### Ausbildung und Beruf
Barbara Thöny besuchte nach der Volks- und Hauptschule in Saalfelden den dortigen Polytechnischen Lehrgang. Anschließend absolvierte sie eine Lehre als Bürokauffrau in Zell am See. 2010 legte sie die Studienberechtigungsprüfung ab, 2012 absolvierte sie den Universitätslehrgang Sozialmanagement an der Universität Salzburg als Master of Business Administration.
Von 1995 bis 2003 war sie in verschiedenen Unternehmen in Zell am See und Saalfelden angestellt. Danach war sie bis 2007 als Sozialbetreuerin beim Verein Einstieg ins Berufsleben und bis 2013 als Regionalleiterin bei der Laube sozialpsychiatrische Aktivitäten GmbH. 2014/15 leitete sie das Kinder- und Jugendzentrum in Saalfelden, von 2014 bis 2018 war sie als Sozialbetreuerin in der Nachmittagsbetreuung der Neuen Mittelschule Saalfelden und von 2015 bis 2017 bei der Ambulanten Psychorehabilitation im Pinzgau.

### Politik
Seit 2014 gehört sie der Gemeindevertretung in Saalfelden an. Am 13. Juni 2018 wurde sie in der konstituierenden Landtagssitzung der 16. Gesetzgebungsperiode als Abgeordnete zum Salzburger Landtag angelobt. Nach dem Ausscheiden von Walter Bacher aus dem Nationalrat nach der Nationalratswahl 2019 folgte sie ihm als Bezirksparteivorsitzende der SPÖ Pinzgau nach.
Seit Beginn der 17. Gesetzgebungsperiode des Salzburger Landtags (2023–2028) ist Barbara Thöny Bereichssprecherin der SPÖ für Gesundheit und Krankenanstalten, Integration von Menschen mit Behinderungen, Senioren sowie Soziales. Von der SPÖ Salzburg wurde sie im Februar 2025 als kooptiertes Mitglied im SPÖ-Bundesparteipräsidium und als stimmberechtigtes Mitglied im SPÖ-Bundesparteivorstand als Nachfolgerin von David Egger-Kranzinger nominiert.